# Queue d'Âne (ruisseau)
Pour les articles homonymes, voir Queue d'Âne.
La Queue d'Âne ou ruisseau de la Queue d'Âne est un ruisseau français du département de la Dordogne, affluent de la Côle et sous-affluent de la Dronne.

## Toponymie
En occitan, le cours d'eau prend le nom de Coa d'ase[réf. nécessaire].

## Géographie
La Queue d'Âne prend sa source à 306 mètres d'altitude sur la commune de Mialet, deux kilomètres à l'ouest du bourg, au nord de la route départementale 79, 800 mètres à l'est du lieu-dit Pommerède.
Rapidement, elle s'engage dans des gorges pouvant atteindre une profondeur de 40 à 50 mètres et en formant de nombreux méandres. À quatre reprises, elle est franchie par le sentier de grande randonnée GR 361, près de la Valade, Vieille Abbaye et à l'ouest et au sud-ouest des Riffes.
Elle rejoint la Côle en rive droite sur la commune de Saint-Jean-de-Côle, à 149 mètres d'altitude, un kilomètre au nord-est du bourg, juste en aval du pont de Lavaud. 
S'écoulant globalement du nord vers le sud, la Queue d'Âne est longue de 18,61 km. Avec un dénivelé de 157 mètres, sa pente moyenne s'établit à 8,44 mètres par kilomètre.

### Affluents et nombre de Strahler
Parmi les sept affluents répertoriés par le Sandre, tous en rive droite, les trois plus longs sont le ruisseau de Rébière long de 4,84 km, un ruisseau sans nom de 4,25 km et le ruisseau de la Benché (2,69 km).
Les deux premiers ayant chacun un affluent mais aucun sous-affluent, le nombre de Strahler de la Queue d'Âne est de trois.

### Communes traversées
La Queue d'Âne arrose cinq communes, soit d'amont vers l'aval : Mialet (source), Saint-Saud-Lacoussière, Saint-Jory-de-Chalais, Saint-Martin-de-Fressengeas et Saint-Jean-de-Côle (confluence avec la Côle).

### Bassin versant
Le bassin versant est limité aux cinq communes arrosée par la Queue d'Âne. Il est intégralement compris dans la zone hydrographique qui lui est spécifique, au sein du bassin DCE beaucoup plus étendu « La Garonne, l'Adour, la Dordogne, la Charente et les cours d'eau côtiers charentais et aquitains ».
Il en tangente deux autres à sa confluence avec la Côle : « La Côle du confluent du Touroulet au confluent de la Queue d'Ane » et « La Côle du confluent de la Queue d'Ane au confluent du Trincou ».

## Environnement
La quasi-totalité du cours de la Queue d'Âne, à partir de 2,6 km après sa source jusqu'à sa confluence avec la Côle, fait partie de la zone naturelle d'intérêt écologique, faunistique et floristique (ZNIEFF) de type 2 « Réseau hydrographique de la Côle en amont de Saint-Jean-de-Côle », dans laquelle sept espèces déterminantes de plantes des marais ont été répertoriées, ainsi que de nombreuses autres espèces (non déterminantes) de plantes et d'oiseaux.

## Sites et monuments à proximité
À environ un kilomètre de la confluence de la Queue d'âne avec la Côle se trouve le petit bourg de Saint-Jean-de-Côle avec quatre bâtiments classés ou inscrits au titre des monuments historiques :
- l'église Saint-Jean-Baptiste du XIIe siècle[8] ;
- l'ancien prieuré, XVe au XVIIe siècle[9] ;
- le château de la Marthonie (ou de la Marthonye), XIVe, XVe, XVIe et XVIIIe siècles[10] ;
- le vieux pont du XIIe siècle[11].

## Galerie

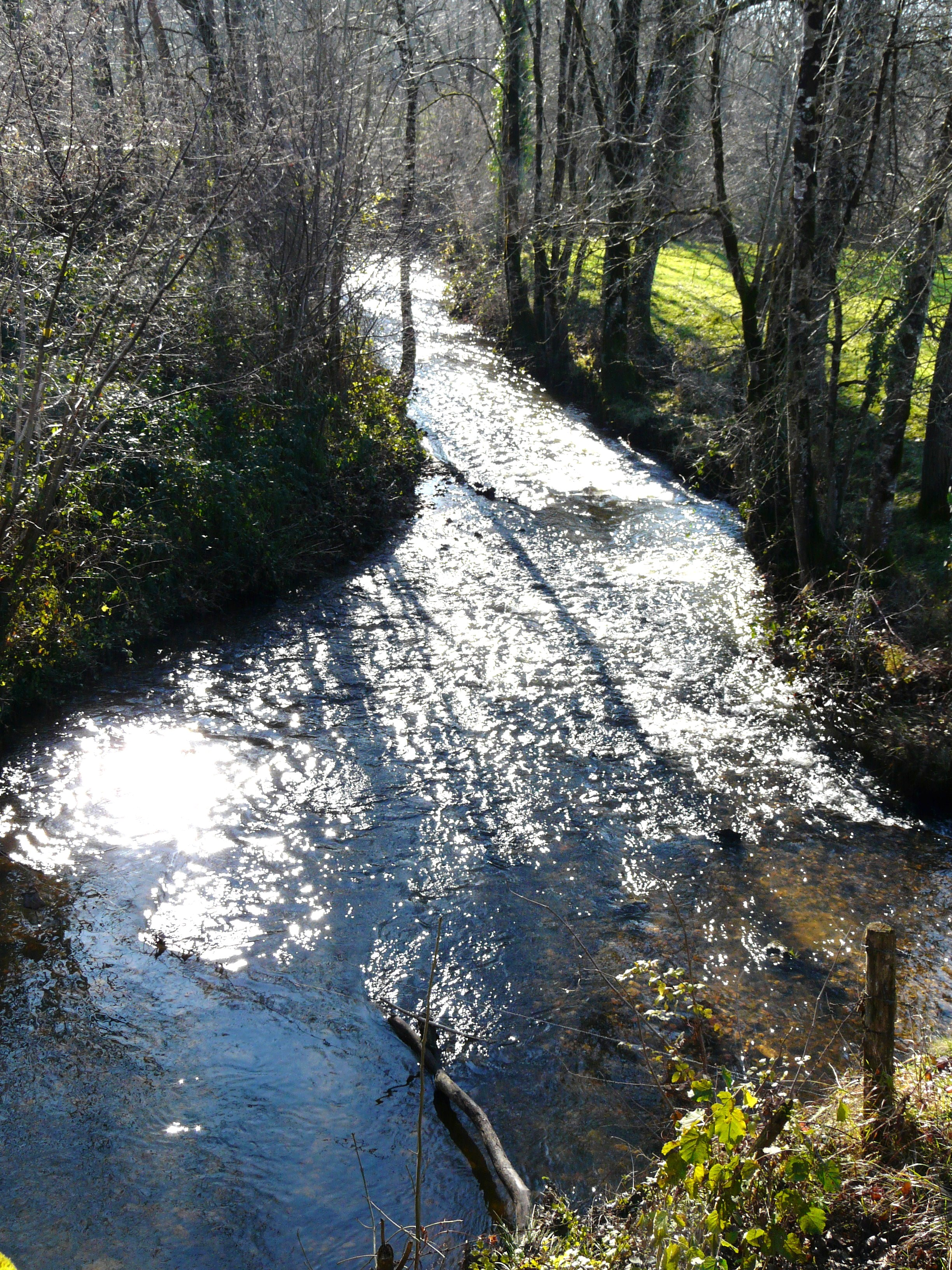
Les trente derniers mètres de la Queue d'Âne avant sa confluence avec la Côle ; vue vers l'aval.
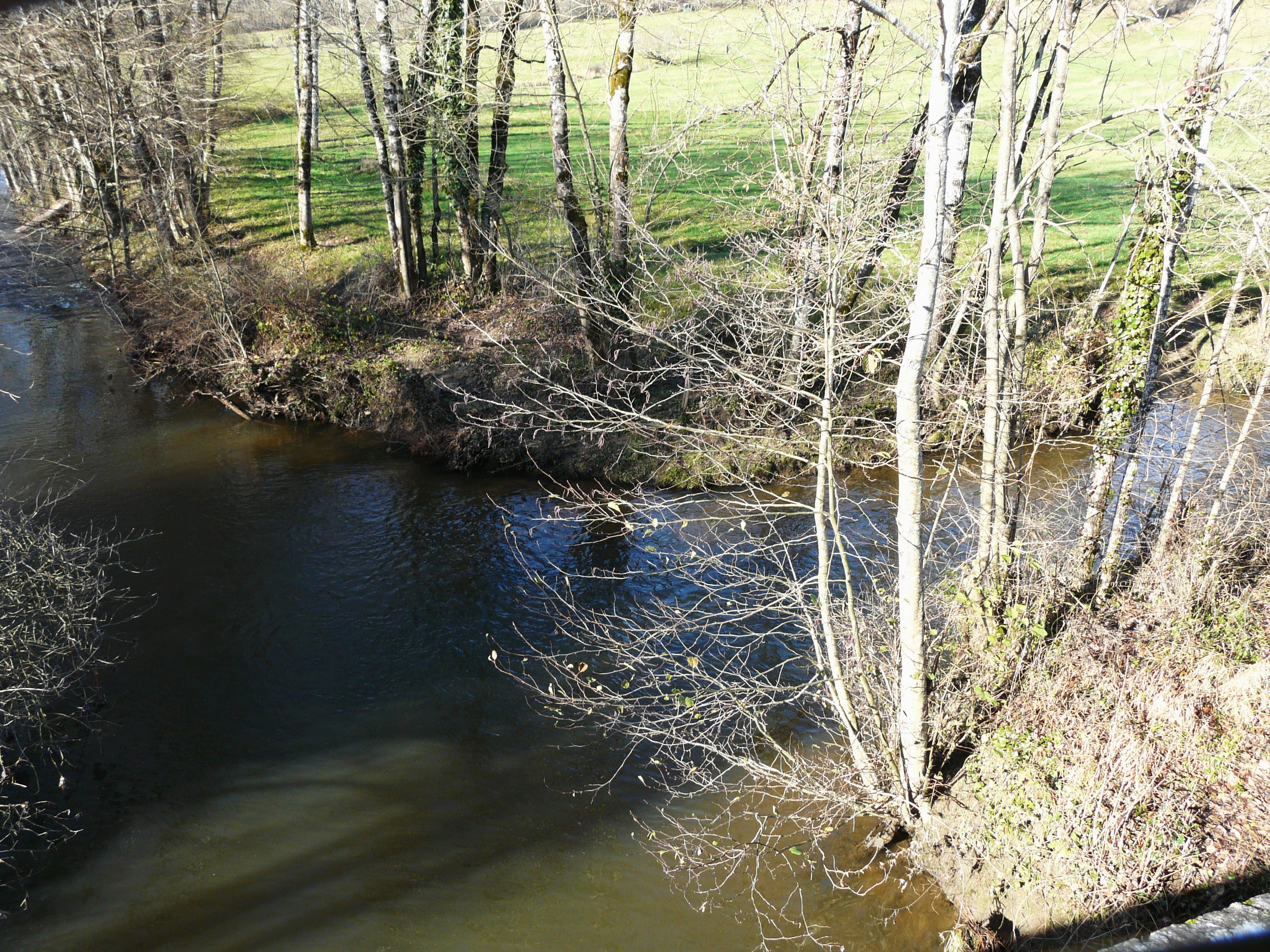
Le confluent de la Queue d'Âne (arrivant de la droite) et de la Côle (venant du bas).